# Rivista esperantista

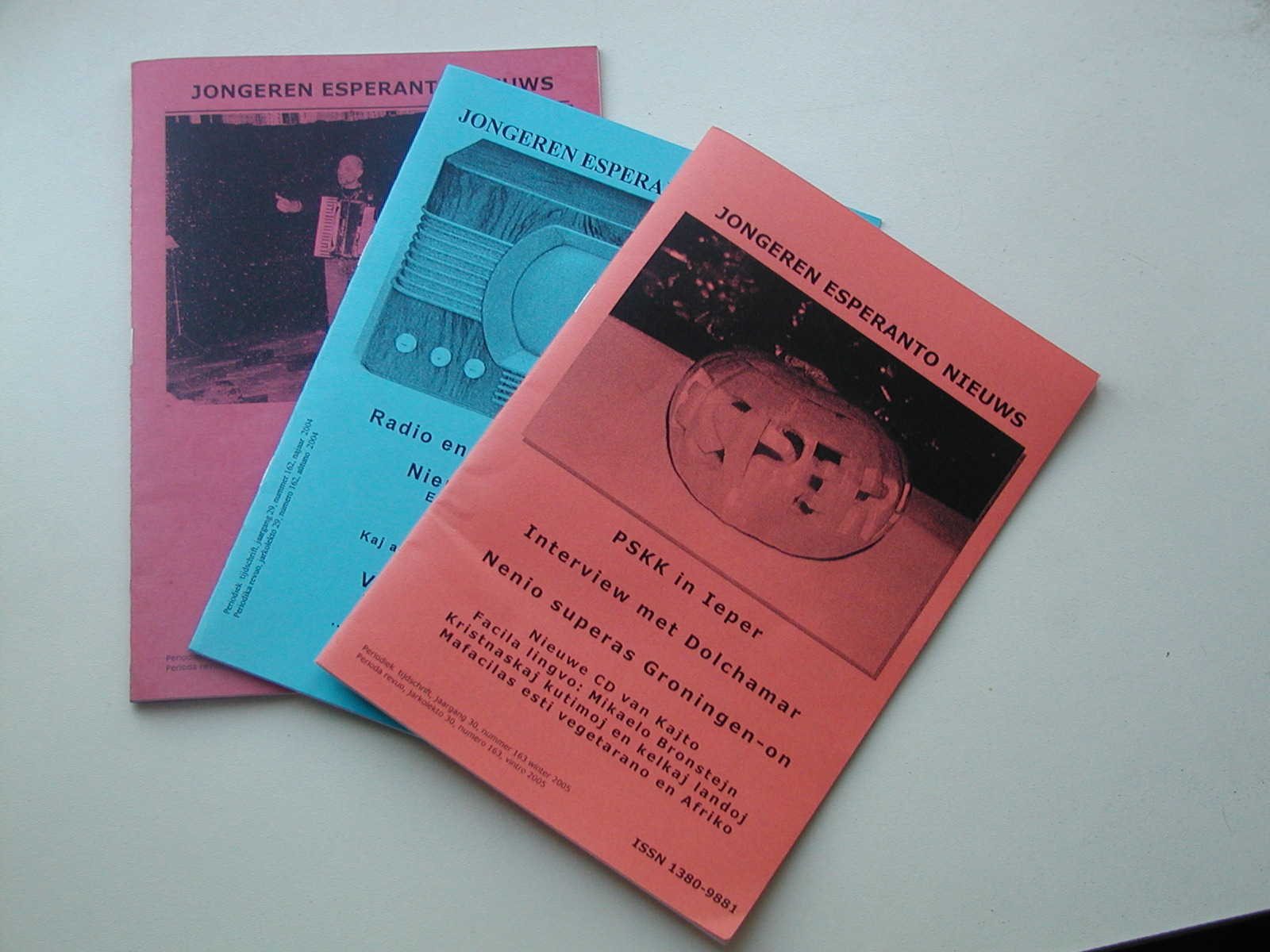
La copertina di Jongeren Esperanto Nieuws, rivista esperantista giovanile dal 2009 pubblicata nei Paesi Bassi.

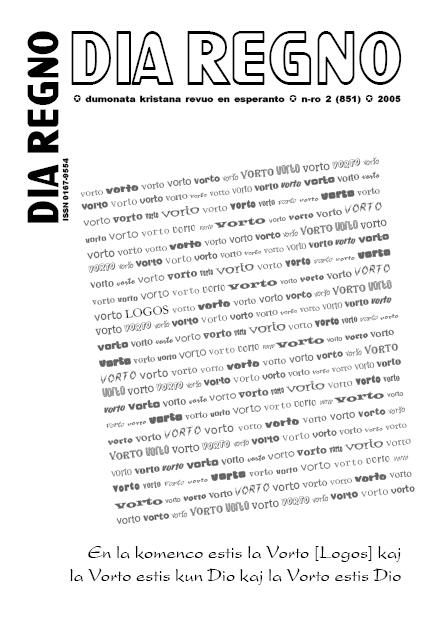
La copertina della rivista esperantista Dia Regno.

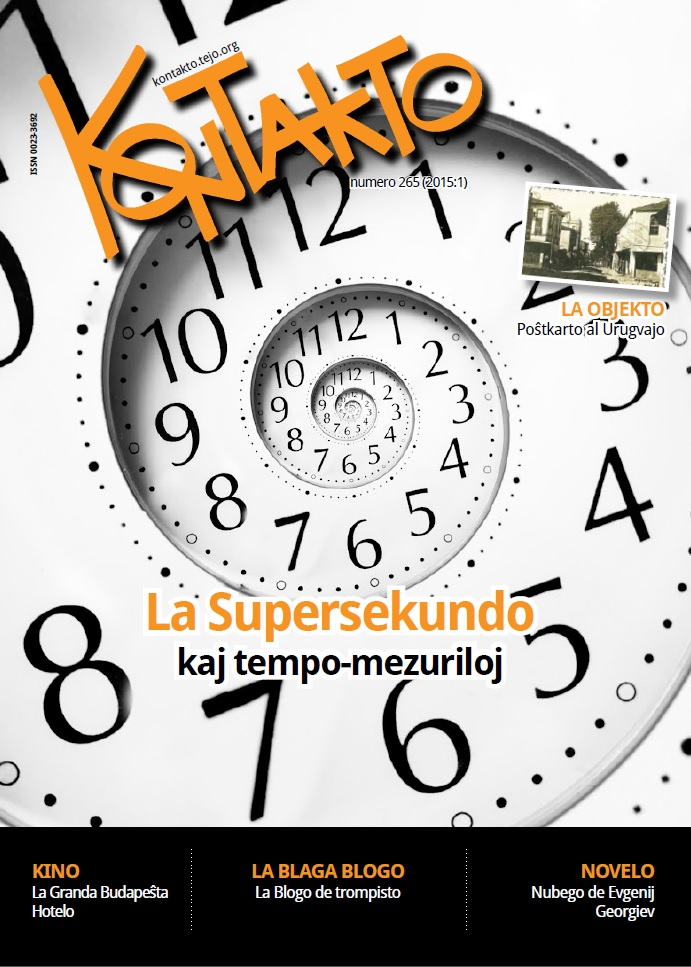
La copertina di Kontakto, rivista ufficiale della Tutmonda Esperantista Junulara Organizo.

Per rivista esperantista si intende, in maniera generale, un qualsiasi periodico o bollettino edito con una periodicità regolare e pubblicato in lingua esperanto, o comunque dedicato esclusivamente a temi relativi al movimento esperantista.
Simili periodici svolsero un ruolo fondamentale nel primo periodo della storia dell'esperanto, quando non solo funsero da mezzo di comunicazione e di legame fra gli esperantisti isolati che fondavano i primi gruppi, ma determinarono soprattutto una forte stabilizzazione del lessico dell'esperanto, ancor più di quanto poterono fare le prime opere letterarie interamente scritte in lingua (generalmente, traduzioni letterarie di classici della letteratura mondiale, e proprio per questo carenti nel mostrare l'uso quotidiano della lingua).

## Classificazione
Data la definizione del tutto generale, è possibile operare numerose classificazioni all'interno della stampa in lingua esperanto.
Le pubblicazioni esperantiste si possono suddividere, ad esempio, per:
- Argomento: letterario, specialistico, religioso, politico, giovanile, e così via
- Editore: organizzazione esperantista, editrice commerciale guidata da esperantisti, editrice ordinaria, agenzia di informazione pubblica, e così via
- Periodicità: regolare o irregolare; quotidiana, settimanale, mensile, bimestrale, trimestrale o semestrale

## Storia

### Evoluzione
Il mercato delle pubblicazioni in lingua esperanto è storicamente stato soggetto a numerosi e repentini cambiamenti, in virtù dei quali solo pochi titoli sono stati regolarmente pubblicati per più decenni (ad esempio Heroldo de Esperanto, o Monato), a fronte di numerosissime riviste edite solamente per alcuni anni. Fra le principali difficoltà incontrate dagli editori, si segnalano in particolare gli inevitabili costi legati alle spedizioni postali fra diversi paesi (talvolta anche fra diversi continenti) e le difficoltà dovute al numero di lettori, modesto se raffrontato a quello dei periodici tradizionali.
La difficoltà nel raggiungere un ampio numero di lettori da parte delle riviste meno popolari ha spesso costretto gli editori a dipendere dalle sovvenzioni pubbliche, legando di fatto le sorti delle pubblicazioni a quelle del sistema politico. Ad esempio, la frammentazione del blocco sovietico nel 1989-1990 coincise con la scomparsa di numerosissime riviste pubblicate nell'Europa orientale (ad esempio Hungara Vivo).
A partire dagli anni 1990, la diffusione di Internet ha fortemente ridimensionato la necessità e l'utilità pratica delle riviste cartacee. Alcune riviste storiche, come El Popola Ĉinio, hanno scelto di proseguire le proprie pubblicazioni solo in formato elettronico, rinunciando alla stampa e alle spedizioni postali. Numerosi altri periodici hanno scelto di proseguire le pubblicazioni in entrambe le forme, cartacea ed elettronica (ad esempio Esperantologio, Berlina Informilo).

## Conservazione
Le principali biblioteche di esperanto presentano sezioni riservate alla conservazione dei periodici in lingua esperanto.
Il compito è reso difficoltoso dal vasto impiego, in passato, della carta acida per la stampa delle riviste: tale materiale, con il tempo, tende notoriamente a degradarsi e frammentarsi. All'inizio degli anni 2000 sono stati a tal fine lanciate alcune iniziative volte ad acquisire mediante uno scanner le riviste più antiche per poterle conservare in formato elettronico: è il caso dei progetti "Gazetoteko Lanti" e "La Esperanta Gazetejo".